# ファン・ホセ・グスマン
ファン・ホセ・グスマン（Juan Jose Guzman、男性、1951年8月21日 - 2021年5月8日〈遺体発見日〉）は、ドミニカ共和国のプロボクサー。元WBA世界ライトフライ級王者。その強打で軽量級のジョージ・フォアマンを意味する「リトル・フォアマン」の異名をとった。

## 戦績
1973年1月20日、プロデビュー。デビュー以来22連勝を果たし、23戦目にKO負けで初黒星するものの、その後2連勝。
1976年7月2日、ハイメ・リオスの持つWBA世界ライトフライ級（当時の名称はジュニアフライ級）王座に挑戦し、15R戦った末、判定で王座を獲得した。
1976年10月10日、日本の山梨学院大学体育館（現、同学校法人古屋記念堂）で具志堅用高との初防衛戦を行うが7回KO負けで王座陥落。
1977年11月19日に再起戦を行い判定勝ちを収めるものの、その後6連敗。6連敗目となる1982年7月2日の試合を最後に現役引退。
2021年5月8日、アメリカ合衆国ニューヨークのアパートで孤独死しているところを発見された。死後数日が経過した状態での発見だったという。69歳没。

## 獲得タイトル
- WBA世界ライトフライ級王座（防衛0度）